# Batalla de Tornavento
La batalla de Tornavento es va lliurar el 22 de juny de 1636 durant la Guerra franco-espanyola (1635-1659), dins del context de la Guerra dels Trenta Anys (1618-1648) entre una coalició franco-savoiana i Espanya.

## Antecedents
La sobirania sobre el ducat de Milà fou un dels escenaris de les Guerres d'Itàlia, i finalment, la Pau de Cateau-Cambrésis de 1559 va reconèixer la seva incorporació a la Monarquia Hispànica. En 1636, el cardenal Richelieu va convèncer a Víctor Amadeu I, Duc de Savoia, per llançar una ofensiva contra el Ducat de Milà sota domini espanyol.
L'exèrcit francès va creuar el riu Ticino, entre Oleggio i Lonate Pozzolo però, en ser albirat per un exèrcit espanyol superior, es van atrinxerar per esperar als seus aliats de Savoia.

## Batalla
El 22 de juny, els espanyols van atacar, però van ser rebutjats després de l'arribada de l'exèrcit de Víctor Amadeu I. Després de diverses hores de batalla, tots dos bàndols van sofrir els efectes de les pèrdues, del cansament i de la falta d'aigua, especialment els espanyols. Els combats en la calor de l'estiu van ser salvatges i sagnants, en una landa descrit pels oficials espanyols com "sense arbres, i amb falta d'aigua". Amb la nit propera, els comandants espanyols i les seves tropes van abandonar el camp de batalla i es van retirar a Boffalora per reorganitzar-les.

## Conseqüències
Les hosts franco-savoiarda no van seguir als espanyols i van romandre alguns dies a prop Tornavento, saquejant pobles propers i danyant un canal, però va decidir retirar-se del territori milanès.
Poc va ser aconseguit amb aquesta batalla, i la invasió de la Llombardia va resultar ser un complet fracàs. Després de totes aquestes morts, saquejos, ruïnes i sofriment, gens havia canviat: el ducat de Milà va romandre en mans dels espanyols fins a principis del segle xviii.